# L5 (siluro)
Tra i siluri francesi della serie 'L', l'ultimo e migliore è stato il DTCN L5, arma pesante di capacità complessivamente elevate, doppio ruolo, sempre progettato dall DTCN, e disponibile in 4 versioni: Mod. 1 AS/ASW per unità di superficie, Mod. 3 per unità subacquee, MOd. 4 ASw per unità di superficie, e l'ultimo, Mod.4P, del 1980, a doppio ruolo per l'export.
Il sistema di guida è un apparato assai sofisticato della Thomson-CSF. L'apparato di guida non è l'unico netto miglioramento, perché anche il sistema di propulsione ha nuove e più potenti batterie all'Ag/Zn, mentre il calibro è di 533mm senza versioni da 550. IL peso, specie considerando le buone prestazioni offerte, èp stato tenuto basso, grazie ad una testata di peso sufficiente ma non straordinariamente potente, e prestazioni discrete ma non straordinarie. Comunque non è ben chiaro il perché di tale limitazione del peso, visto che non era in animo di essere installato su aerei. Forse questo è servito semplicemente per rendere l'arma più economica.
Le esportazioni hanno visto la Spagna per il Mod.4P e il Belgio per il Mod. 3. L'ultimo modello, comunque, spesso è noto come L7.
- Nome: L5
- Anno: 1971
- Ruolo: siluro ASW/AS pesante
- Produttore: DTCN (FRA)
- Dimensioni: diametro 533mm, lunghezza 4,4m.
- Peso: Mod.1-4: 1000,1300,930,930kg.
- Testata: HE da 150kg HBX-3 o TNT
- Propulsione: elettrica argento-zinco
- Guida: Autoguida attiva/passiva
- Prestazioni: velocità 35 nodi per 9,25km.